# Cerro Largo (Urugwaj)
Cerro Largo – departament Urugwaju położony w północno-wschodniej części
kraju. Cerro Largo graniczy od północy oraz wschodu z brazylijskim stanem
Rio Grande do Sul. Na południu graniczy z departamentem Treinta y Tres, na południowym zachodzie z Durazno, a na zachodzie oraz północnym zachodzie z departamentami Tacuarembó i Rivera.
Ośrodkiem administracyjnym, a także największym miastem tego powstałego w 1821 departamentu jest Melo.
Powierzchnia Cerro Largo wynosi 13 648 km². W 2004 r. departament zamieszkiwało 86 564 osób. Dawało to gęstość zaludnienia 6,3 mieszkańców/km².